# Шоноктуй
Шонокту́й (рос. Шоноктуй) — село у складі Борзинського району Забайкальського краю, Росія. Адміністративний центр та єдиний населений пункт Шоноктуйського сільського поселення.

## Населення
Населення — 306 осіб (2010; 429 у 2002).
Національний склад (станом на 2002 рік):
- росіяни — 97 %